# SN 1985M
SN 1985M – supernowa odkryta 16 czerwca 1985 roku w galaktyce A220830-4830. Jej jasność pozostaje nieznana.